# Mohamed Azmi
Mohamed Azmi (in arabo محمد عزمي‎?; Il Cairo, 1921 – ...) è stato un pallanuotista egiziano.

## Biografia
Ha rappresentato la Rep. Araba Unita ai Giochi olimpici estivi di Roma 1960.